# 龙须藤
龙须藤（Phanera championii ）又名菊花木、九龍藤、蠂藤，是一種豆科紫荆亞科火索藤属的有花植物，過去曾被歸類於羊蹄甲屬。分布于越南、台湾、印度尼西亚、印度以及中国大陆的广东、湖南、湖北、江西、福建、浙江、贵州、广西等地，生长于海拔200米至1,000米的地区，一般生于丘陵灌丛中、山地疏林以及密林中，目前尚未由人工引种栽培。

## 形態特徵
- 常绿藤本
- 單葉互生，頂端有很浅的分裂，与本属其他种区别，全缘
- 请协助补充

## 别名
菊花木、五花血藤、圆龙、蛤叶、乌郎藤、罗亚多藤（广东） 百代藤（海南） 乌皮藤、搭袋藤（广西） 钩藤（湖南、台湾） 田螺虎树（江西、植物名实图考）